# 鹽川菜摘
鹽川菜摘（1995年5月25日—）是一位日本女性藝人、播報員，目前所屬事務所為cent. FORCE。她曾是童星演員。

## 經歷
日本東京都出身，身高162公分，星座為雙子座。小時候曾擔任童星演員。2011年2月，由於家庭工作的緣故，轉學到香港，2013年9月從當地的國際學校畢業，目前就讀於早稻田大學政治經濟學部國際政治經濟學科。
2014年3月起，在日本電視台新聞節目《NEWS ZERO》擔任氣象主播（星期一至星期四）。

## 演出

### 電視節目
- 《NEWS ZERO》（2014年3月31日－2016年3月24日，日本電視台） - 星期一至星期四天氣預報擔當
- 《世界!教科書快訊》（2017年5月27日、MBS電視台） - 助理主持
- 《商業報導 NEO》（東京電視台）
- 《AbemaNews》（AbemaTV）

## 外部連結
- cent. FORCE（页面存档备份，存于） （日語）
- NEWS ZERO （日語）